# Château du Plessis (Casson)
Pour les articles homonymes, voir Château du Plessis.
Le château du Plessis se trouve à Casson, dans le département de la Loire-Atlantique, à vingt kilomètres de Nantes.
Il est classé au titre des monuments historiques depuis 1989.

## Géographie
Le château du Plessis se situe à une vingtaine de kilomètres au Nord de Nantes, à l'entrée du bourg de Casson.
Le château se situe dans le département de la Loire-Atlantique, il faisait partie de l'ancienne région de Bretagne et se situe aujourd'hui dans les Pays de la Loire.
Il a été construit à l'emplacement d'un ancien château fort.

## Description
Le château actuel est dû à Jean-Baptiste Ceineray, célèbre architecte nantais, qui le construit pour Martin Boux de Casson, conseiller au parlement de Bretagne. Sa construction débuta en 1753 par le corps central et le pavillon gauche. Le château fut achevé après la Révolution par la construction du pavillon droit en 1805.
Le parc abrite un charmant monument érigé au XIXe siècle. Il est composé d'un étang, surplombé par une grotte et un obélisque de grès rose (hommage de Jacques-Olivier Urvoy de Saint-Bedan à sa femme Marie-Pélagie).
Le bâtiment fut inscrit au titre des monuments historiques en 1989.
Ses éléments protégés sont les façades et toitures du château ; la cage d'escalier avec sa rampe en fer forgé ; le salon Empire avec ses décors ; le perron avec son escalier d'honneur ainsi que le jardin ordonnancé avec les deux lions en pierre à l'entrée de l'hémicycle de verdure.
(le domaine est privé et fermé au public, son accès sans autorisation est interdit)

## Historique
La terre du Plessis est mentionnée comme seigneurie dès 1260.
En 1753, le château médiéval devenu trop inconfortable est reconstruit et remplacé par celui que nous pouvons voir actuellement, de style classique.
En 1760, eut lieu la bénédiction de la chapelle du château, elle fut détruite à la Révolution.
Parmi les plus illustres occupants du domaine, nous pouvons citer:
François Dollier de Casson (1636-1701), capitaine de cavalerie puis prêtre, qui fut envoyé en mission à Québec, il dessina une partie des plans de la ville de Montréal (la ville lui doit cette structure caractéristique en damier, bien avant Philadelphie). À Montréal, une rue, plusieurs édifices et  une maison de retraite portent aujourd'hui le nom de Casson.
Jacques-Olivier Urvoy de Saint-Bedan (1780-1858), Il a été maire de Casson, conseiller général, député de la Loire-Inférieure et conseiller municipal de Nantes. Ce fut un important mécène, on lui doit notamment la construction de l'asile Sainte-Anne (Hospices des petites sœurs des pauvres), l'église de Casson, le clocher de l'église de Sucé, la chapelle Sainte-Anne de Casson... Sa collection d'arts est aujourd'hui en grande partie visible au musée d'arts de Nantes grâce à sa généreuse donation.
Le domaine devint la propriété de la famille Boux de Casson. Il passa ensuite par héritage aux Urvoy de Saint-Bedan puis par mariage à la famille de Bouillé qui y réside toujours.